# Parkway Drive
Parkway Drive är ett metalcoreband från Australien som bildades år 2003. De tränade i sitt garage i hemstaden Byron Bay och gatan där garaget låg hette Parkway Dr, därav bandnamnet.
Parkway Drive som ibland förkortas PWD, har skapat ett namn i hardcore- och metalkretsar. Deras första album Killing with a Smile som kom ut 2005 slog igenom stort, och bandets karriär tog fart med intervjuer och tidningsomslag. De fick även ett namn utanför Australien och Epitaph kontrakterade bandet och släppte albumet utanför Australien.
Bandets andra album Horizons utkom 2007 och producerades likt debuten av Adam Dutkiewicz från Killswitch Engage. Deras tredje album Deep Blue producerades av Joe Barresi (Queens of the Stone Age, Bad Religion, Tool).

## Medlemmar
Nuvarande medlemmar
- Winston McCall – sång (2003–)
- Jeff Ling – sologitarr, bakgrundssång (2003–)
- Luke Kilpatrick – rytmgitarr, bakgrundssång (2003–)
- Ben Gordon – trummor (2003–)
- Jia O'Connor – basgitarr (2006–)

Tidigare medlemmar
- Brett Versteeg – basgitarr, sång (2003–2004)
- Shaun Cash – basgitarr, bakgrundssång (2004–2006)

## Diskografi
- 2005 – Killing with a Smile
- 2007 – Horizons
- 2010 – Deep Blue
- 2012 – Atlas
- 2015 – Ire
- 2018 – Reverence
- 2022 – Darker Still

EP
- 2003 – Don't Close Your Eyes